# Eleőd Ákos
Eleőd Ákos (Budapest, 1961. október 28. –) Ybl- és Podmaniczky-díjas magyar építész.

## Életpályája
1986-ban szerzett diplomát a BME Építészmérnöki Karán. 1986-1992 között a Vadász és Társai Építőművész Kft.-ben dolgozott. 1993-tól saját stúdiójában tervez.
Az 1992-es tervpályázat I. díjasaként a budapesti Memento Park építészeti és tartalmi koncepciójának kidolgozója, tervezője. Azóta munkásságának fő területét programalkotást, koncepciótervezést is magában foglaló projektek építészeti feladatai jelentik.
Tevékenysége a térbeli gondolkodás gyakorlati és elméleti területeire egyaránt kiterjed, lakó- s középületek, városépítészet, műemléki revitalizáció, belsőépítészeti munkák és térarchitektúrák tervezése mellett publikál, előadásokat tart, szakmai programokat vezet.
2008–2013 között a budapesti Barabás-villa kulturális központ, 2011-től a Művészetek Völgye építészeti programjának kurátora volt.
Számos kiállítás és kulturális program kurátora/rendezője/résztvevője.
1991-től a Folyamat Társaság művészcsoport tagja.

## Társadalmi szerepvállalása
A Magyar Építőművészek Szövetsége és az ICOMOS tagja.
1994-től a Mensa HungarIQa tagja, 1995-99 elnökségi tagja.

## Családja
Nős (1990, Tóth Erzsébet). Gyermekei: Ákos, Huba, Krisztina.

## Díjai, elismerései
- Ybl Miklós-díj (2012)[3]
- Podmaniczky-díj (2017)[4]

## Képgaléria

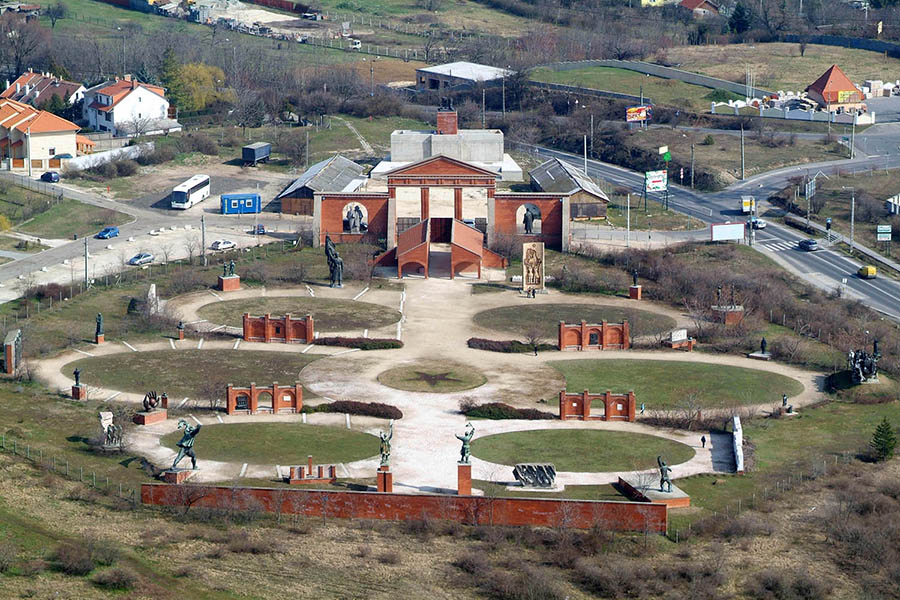
A Memento Park a levegőből
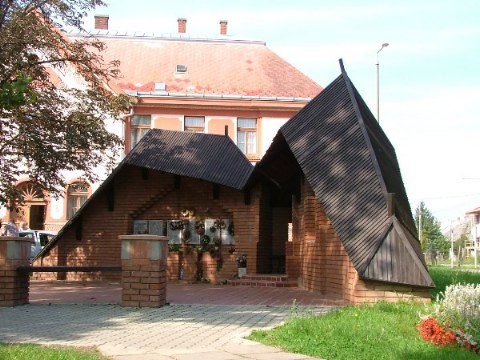
II. világháborús emlékmű Szeghalmon
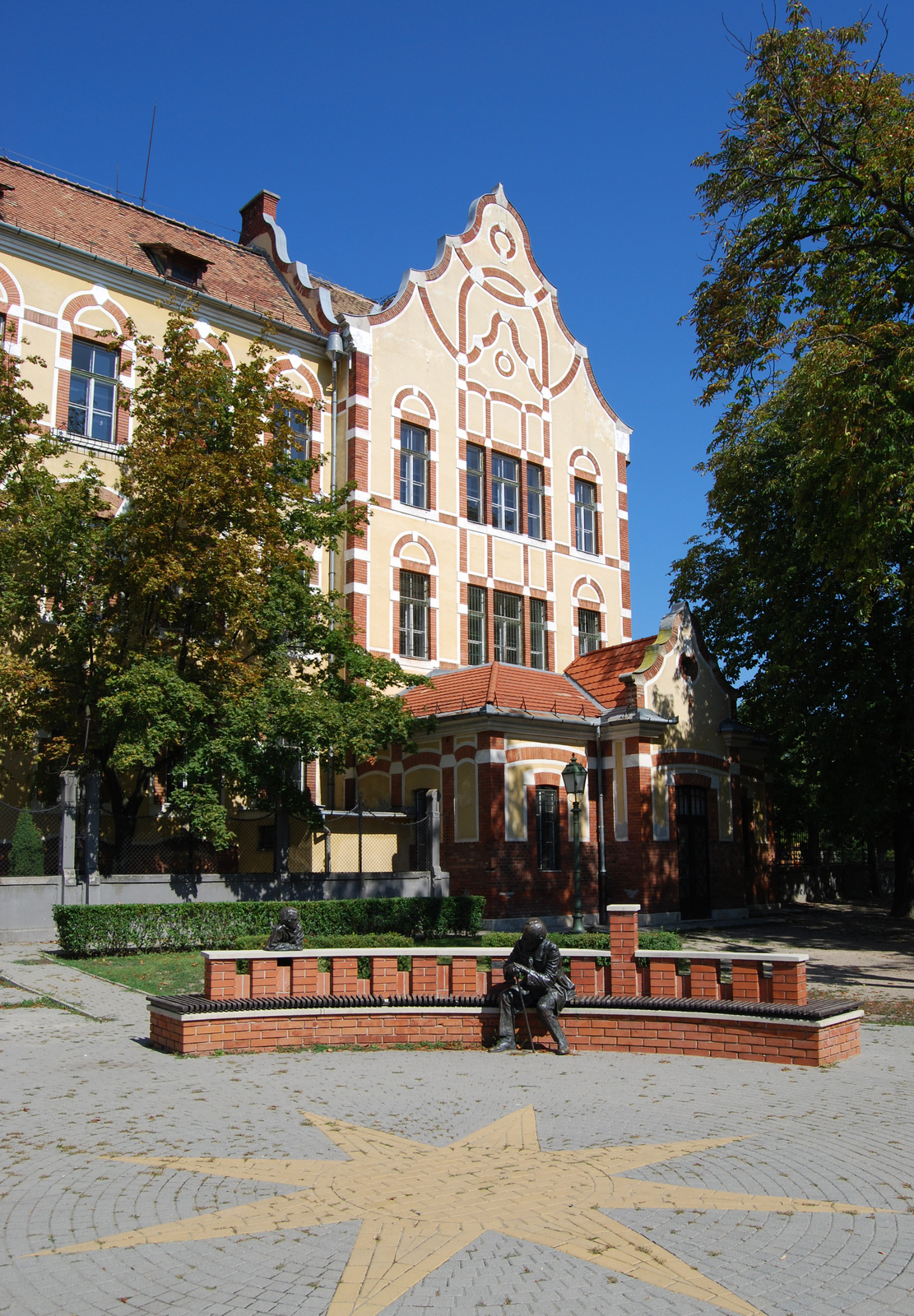
A Jókai-agora Budapesten